# 방제환
방제환(1937년 8월 2일 ~ )은 대한민국의 정치인이다. 제10대 관선 동두천시장, 제12·13대 민선 동두천시장을 역임했다.

## 역대 선거 결과
|  | 30.12% |

|  | 42.39% |

|  | 28.50% |